# Ortuin Gratius
Ortuin Gratius (auch als Ortwin von Graes bekannt; * 1481 in Holtwick bei Coesfeld; † 21. Mai 1542 in Köln) war ein deutscher Humanist, Lehrer an der Artistenfakultät in Köln und Empfänger der meisten Dunkelmännerbriefe.

## Leben
Ortuin Gratius wurde von seinem Onkel Johann de Graes, der Priester war und in Deventer lebte, erzogen. Alexander Hegius erteilte ihm Unterricht und bereitete ihn so auf das Studium an der Universität in Köln vor. Hier schrieb er sich im Jahre 1501 ein und erhielt ein Jahr später einen akademischen Grad. 1506 wurde er Magister und kurz darauf Professor. Zur Aufstockung seines Gehalts besetzte er die Stelle des Korrekteurs beim Quentell-Verlag in Köln. 1514 empfing er die Priesterweihe.
Seine ersten Schriften spiegeln seine humanistische Sichtweise wider. Später widersetzte er sich dem Humanisten Hermann von dem Busche, der traditionelle Autoritäten angegriffen hatte. Ortuin übersetzte verschiedene judenfeindliche Schriften des Johannes Pfefferkorn ins Lateinische, u. a. „Judenspiegel“, „Judenbeicht“, „Osterbuch“, „Judenfeind“, entfremdete sich so eine Vielzahl von Humanisten und brachte seine Feindseligkeit gegen Johannes Reuchlin zum Ausdruck.
Beim Streit zwischen den Kölner Dominikanern und Pfefferkorn um die Frage, ob jüdische Schriften, insbesondere der Talmud, verbrannt werden sollten, stand er auf der Seite Pfefferkorns, der sich gegen die Humanisten wandte. Diese Angelegenheit führte zur Auseinandersetzung über die Dunkelmännerbriefe.

## Schriften
- Orationes quodlibeticae (Köln 1508)
- De laudibus Westphaliae seu antiquae Saxoniae opus (Köln 1514), dem Bischof Erich gewidmet.
- Fasciculus rerum expetendarum ac fugiendarum (Köln 1535)